# Насонов, Дмитрий Николаевич
Дми́трий Никола́евич Насо́нов (1895—1957) — советский цитофизиолог. Член-корреспондент АН СССР (1943). Академик АМН СССР (1945). Лауреат Сталинской премии второй степени (1943).

## Биография
Д. Н. Насонов родился 28 июня (10 июля) 1895 года в Варшаве (ныне Польша). Сын Н. В. Насонова и Екатерины Александровны ур. Корниловой. Брат Н. Н. Насоновой-Сеземан-Клепининой, В. Н. Насонова и А. Н. Насонова. В 1914 году был санитаром-добровольцем на германском фронте. В 1919 году окончил с золотой медалью Петроградский университет. В 1928 году был послан по линии Рокфеллерской стипендии на стажировку в США, куда поехал с молодой женой Софьй Николаевной ур. Михайловой. С 1935 года профессор ЛГУ. В 1932 году возглавил лабораторию цитологии при ВИЭМ, а в 1935 году — лабораторию физиологии клетки при Физиологическом институте.
Во время Великой Отечественной войны, в 1941 году добровольцем ушёл на фронт и был нач. медсанбата на Пулковских высотах, где был ранен и демобилизован.

В 1943 году Насонов был избран членом-корреспондентом АН СССР и в этом же году стал лауреатом Государственной премии СССР за монографию «Реакция живого вещества на внешние воздействия», однако вместе с В. Я. Александровым передал совместно полученную ими Сталинскую премию в Фонд обороны:
Глубокоуважаемый Иосиф Виссарионович! 
Мы очень просим Вас принять в фонд Красной Армии 50 000 рублей из суммы, полученной нами в качестве премии за наши работы в области биологии. 
Лауреаты Сталинской премии Д. НАСОНОВ и В. АЛЕКСАНДРОВ
Примите мой привет и благодарность Красной Армии, Дмитрий Николаевич и Владимир Яковлевич, за Вашу заботу о вооружённых силах Советского Союза 
И. СТАЛИН
Газета «Известия» 3 апреля 1943 года 
В 1943—1944 годах Насонов был профессором кафедры гистологии МГУ имени М. В. Ломоносова и руководил лабораторией общей физиологии Института цитологии, гистологии и эмбриологии АН СССР. После снятия блокады Ленинграда возвращается в 1944 году в ЛГУ, где восстановил свою лабораторию.
В 1945 году организовал кафедру общей и сравнительной физиологии и возглавил Отдел общей морфологии ВИЭМа. В этом же году избран действительным членом Академии медицинских наук. С 1948 по 1950 год был директором ВИЭМа. В 1951 году возглавил лабораторию общей и клеточной физиологии при Зоологическом институте.
В 1948—1950 годах директор ВИЭМ. Был уволен как «вейсманист-морганист» в связи с тем, что подписал опубликованное 7 июля 1948 года в газете «Медицинский работник» письмо 13 ленинградских биологов с критикой учения Лепешинской. В 1955 году подписал «Письмо трёхсот». Основатель и с 1957 года директор Института цитологии АМН СССР.
Умер Д. Н. Насонов 21 декабря 1957 года в Ленинграде. Похоронен на «Литераторских мостках» Волковского кладбища.

## Научная деятельность
Предложил белковую теорию повреждения и возбуждения, понятие паранекроза. Развивая взгляды Н. Е. Введенского на природу возбуждения, доказал единство структурных и функциональных изменений при парабиозе. Изучая органоиды клетки, показал участие аппарата Гольджи в процессах секреции клетки. По-новому осветил такие проблемы общей физиологии, как клеточная проницаемость, природа биоэлектрических токов. На основе представления о градуальности возбуждения разработал теорию проведения нервного импульса без привлечения так называемого закона «всё или ничего». Является автором 117 научных работ.

### Научные труды
- «Реакция живого вещества на внешние воздействия», 1941
- «Местная реакция протоплазмы и распространяющееся возбуждение», 1962
- «Некоторые вопросы морфологии и физиологии клетки», 1963

## Награды и премии
- Сталинская премия II степени (22 марта 1943) — за научную работу: «Реакция живого вещества на внешние воздействия», опубликованную в 1941 году
- орден Трудового Красного Знамени (10 июня 1945)
- медаль «За боевые заслуги» (5 июня 1942)